# سحاحة

السحاحة

السحاحة هي أداة مخبرية زجاجية ذات شكل اسطواني شاقولي مع تدريج حجمي على طول السحاحة وصنبور صغير محكم أسفلها. تستخدم السحاحة عادة في التجارب التي تتطلب نسبة عالية من الدقة في القياس مثل عمليات المعايرة في الكيمياء.
يُعاد تثبيت السحاحة بملزمة موصولة بعمود وقاعدة معدنية خاصة حتى يُحافظ على الشكل العمودي المطلوب للسحاحة خلال العمل المخبري.
دقة السحاحة لا تمكن من استعمالها في القياسات الدقيقة حيث من المهم نجنب أخطاء الأجهزة أثناء العمل المخبري. عند قراءة التدريجات في السحاحة يجب أن تكون عين الناظر في مستوى سطح السائل وذلك لتجنب خطأ اختلاف القراءة، حتى أن سماكة الخطوط المطبوعة على السحاحة تلعب دوراً في ذلك. القراءة الصحيحة تجري بأن يكون أسفل تقعر السائل ملامساً أعلى خط التدريجة التي تريد قياسها. هناك قاعدة شائعة مسلم بها وهي إضافة 0.02 مل إلى الحجم الكلي إذا كان تقعر السائل ملامساً أسفل خط التدريجة.

## التاريخ
إن تاريخ السحاحة هو مواز ٍلتاريخ التحليل الحجمي. أول من قام بصنع السحاحة هو الفرنسي فرانسوا أنطوان هنري ديكروازيه (كان شكلها يشبه الأسطوانة المدرجة أكثر من السحاحة) وذلك في عام 1791. قام جوزيف لويس غاي لوساك بصنع نسخة محسنة من السحاحة كانت متضمنة لذراع جانبي، وأطلق المصطلحات "pipette" الماصة و"burette" السحاحة، وذلك في منشور حول تقييس محاليل النيلة عام 1824.
أضاف العالم الألماني كارل فريدرش مور إضافة مهمة جداً في أسلوب عملها بإضافة ملقط وبجعل نهايتها مدببة

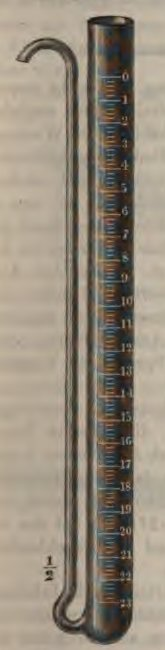
سحاحة غاي لوساك

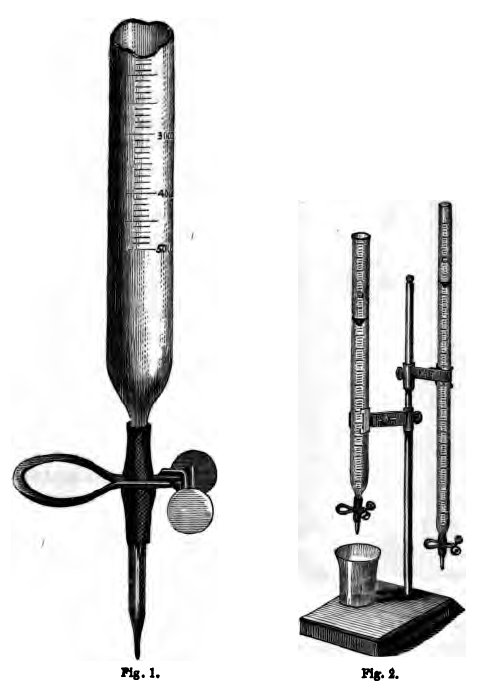
سحاحة مور

## معرض صور

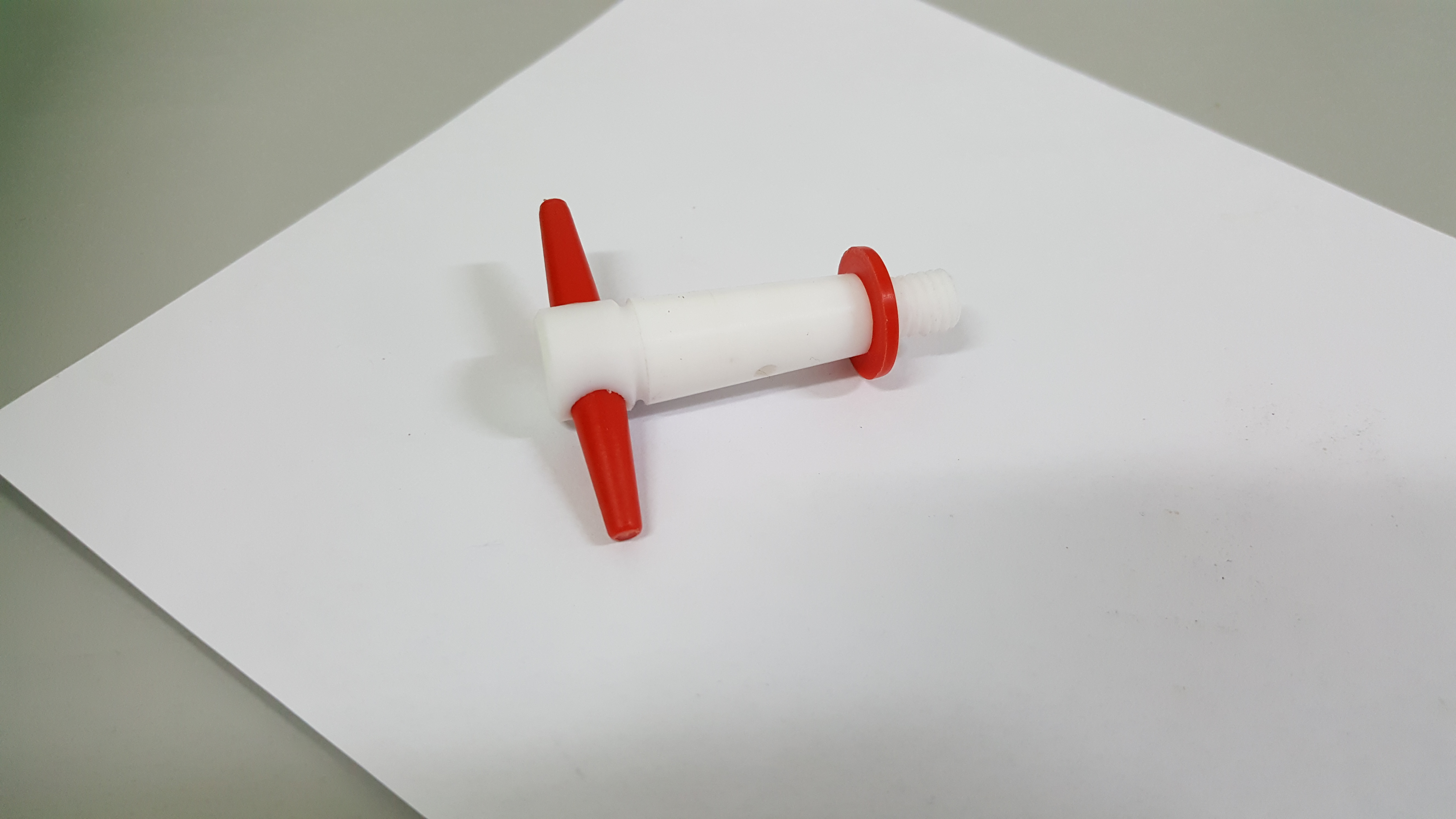
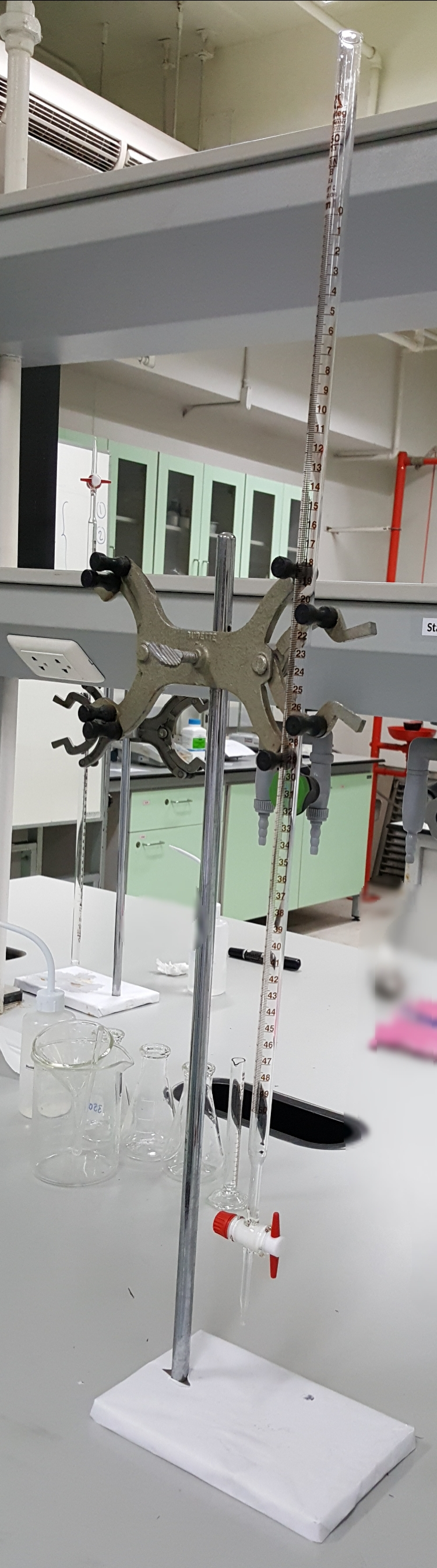
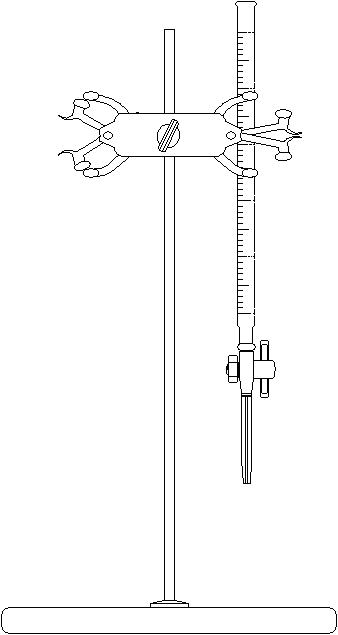
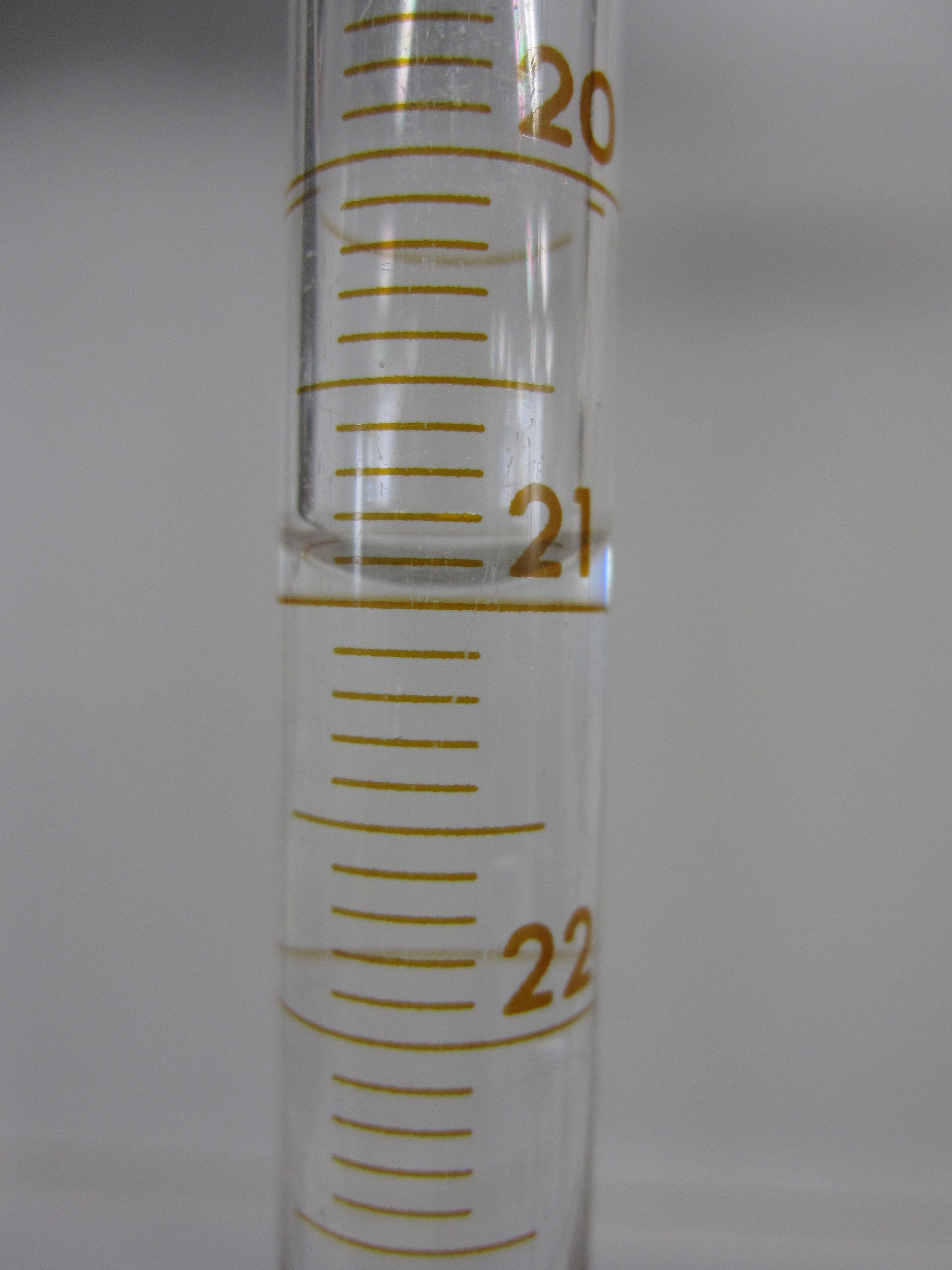